# Artère du canal ptérygoïdien
L'artère du canal ptérygoïdien (ou artère vidienne) est une artère systémique paire de la tête. Elle participe à la vascularisation de la partie nasale du pharynx et au tube auditif.

## Origine
L'artère du canal ptérygoïdien est une branche du troisième segment de l'artère maxillaire qui nait près de sa terminaison au niveau de la fosse ptérygo-palatine.

## Trajet
L'artère du canal ptérygoïdien se dirige en arrière pour traverser le canal ptérygoïdien accompagné du nerf et de la veine du canal ptérygoïdien et entrer dans le rhinopharynx.
Elle donne un rameau pharyngien qui descend dans l'oropharynx.
Elle vascularise le tube auditif, la cavité tympanique et la partie supérieure du pharynx.
Elle s'anastomose avec les artères ethmoïdale, sphénopalatine et palatines descendante et ascendante.

## Historique
Le nom historique d'artère vidienne est dérivé du nom latin du chirurgien et anatomiste italien Guy Vide.